# Devid Striesow

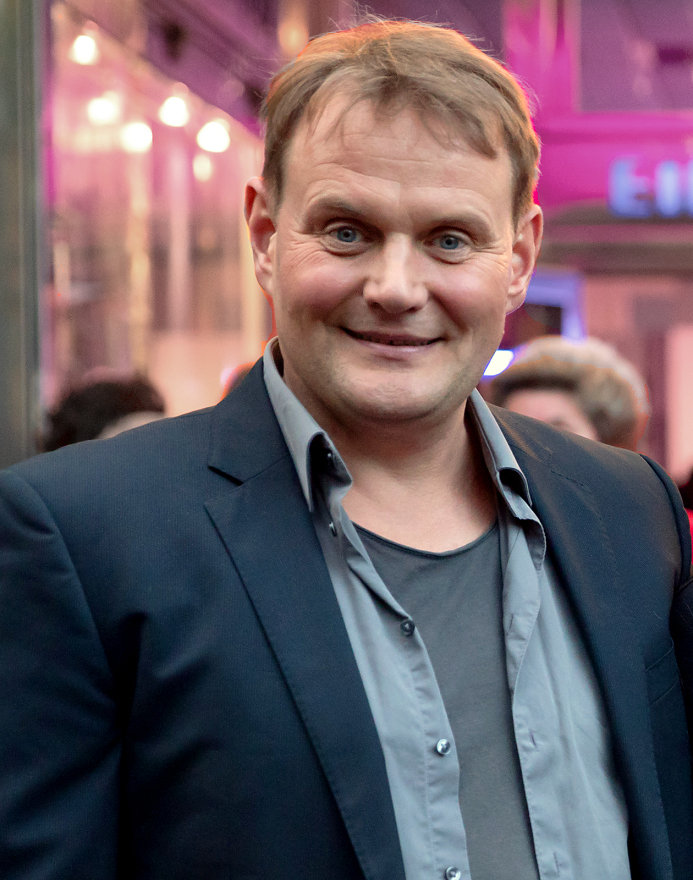
Devid Striesow, 2017

Devid Striesow (* 1. Oktober 1973 in Bergen auf Rügen) ist ein deutscher Schauspieler.

## Leben

### Herkunft und Ausbildung
Devid Striesow wurde 1973 auf der Insel Rügen als Sohn eines Elektrikers und einer Säuglings- und Kinderkrankenpflegerin geboren. Die ungewöhnliche Schreibweise seines Vornamens geht laut Striesow auf einen Fehler seiner Eltern zurück. Sie wollten, dass der Name „David“ englisch ausgesprochen wird. Er wuchs in Rostock auf. In seiner Jugend spielte er im Landesjugendorchester.
Nach seiner Schulzeit zog er nach Ost-Berlin, um eine Lehre als Goldschmied zu beginnen. Der Ausbildungsbetrieb meldete Insolvenz an, bevor er die Lehrzeit beginnen konnte. Der Mauerfall 1989 änderte die Lebensplanung, so dass Striesow wieder zur Schule ging, um das Abitur zu machen. Zunächst studierte er Jazz-Gitarre. Nach dem Zivildienst bewarb er sich an der Hochschule für Schauspielkunst Ernst Busch, Berlin. Zu seinem Abschlussjahrgang 1999 gehörten unter anderen Lars Eidinger, Maria Simon, Nina Hoss, Mark Waschke und Fritzi Haberlandt.

### Theater
Seit 1999 ist Striesow unter anderem am Deutschen Schauspielhaus in Hamburg und am Düsseldorfer Schauspielhaus tätig. In Düsseldorf begann die Zusammenarbeit mit Regisseur Jürgen Gosch, in dessen Inszenierungen Käthchen von Heilbronn, Prinz Friedrich von Homburg oder die Schlacht bei Fehrbellin, Hamlet und als Wlas in Maxim Gorkis Sommergästen er spielte. Für die Rolle des Wlas wurde Striesow 2004 mit dem Alfred-Kerr-Preis ausgezeichnet und erhielt von der Zeitschrift Theater heute die Auszeichnung Bester Nachwuchsschauspieler des Jahres. 2005 spielte er in Goschs Macbeth-Inszenierung, die zur Inszenierung des Jahres gewählt wurde, die Lady Macbeth.

### Film und Fernsehen
Nachdem Striesow 1999 in der Sat.1-Krankenhausserie Für alle Fälle Stefanie in zwei Folgen mitgewirkt hatte, gab er sein Filmdebüt im am 27. Januar 2000 auf dem Max Ophüls Festival uraufgeführten Spielfilm Amerika, wo er den jungen Bergwerksarbeiter Lanski verkörperte. Unter der Regie von Rainer Kaufmann war er im September 2000 im Filmdrama Kalt ist der Abendhauch als Ernst-Ludwig Hoffmann erstmals auf der Kinoleinwand zu sehen. 2003 erhielt er eine Nominierung für den Deutschen Filmpreis für die Darstellung eines erfolglosen Kleinunternehmers in Frankfurt an der Oder in Hans-Christian Schmids Film Lichter. Im Fernsehen war er in der Verwechslungskomödie Der Job seines Lebens (2003) und ihrer Fortsetzung Der Job seines Lebens 2 – Wieder im Amt (2004) als Referent Delbrück, der dem Ministerpräsidenten Uwe Achimsen (Wolfgang Stumph) zuarbeitet, zu sehen.
Ab 2005 gehörte er an der Seite von Hannelore Hoger in der Rolle des Kriminaloberkommissars Jan Martensen zum Serienteam der ZDF-Krimireihe Bella Block, die er von Folge 18 bis 27 durchgehend verkörperte. Nach Bella Blocks Pensionierung war er bis zur letzten Folge 2018 in unregelmäßigen Abständen zu sehen.
Auf der Berlinale 2007 war Striesow im deutschen Wettbewerbsbeitrag Yella und im österreichischen Film Die Fälscher zu sehen. Der letztgenannte Film wurde im Februar 2008 mit dem Oscar in der Kategorie Bester fremdsprachiger Film ausgezeichnet. 2007 gewann er den Bundesfilmpreis in der Kategorie Beste männliche Nebenrolle für seine Darstellung des SS-Offiziers Friedrich Herzog im Film Die Fälscher. In Connie Walthers Fernsehfilm 12 heißt: Ich liebe dich (2007) spielte er neben Claudia Michelsen die männliche Hauptrolle des jungen Gefängnisvernehmers Jan. Im ZDF-Kriminalfilm Der Tote in der Mauer (2008) war er in einer Doppelrolle zu sehen. Er spielte die Zwillingsbrüder Ralf und Frank Gerlach. In Rainer Kaufmanns Fernsehdrama Blaubeerblau (2011) übernahm er als Architekt Fritjof die Rolle eines „schüchternen Muttersöhnchens“, dessen Leben sich drastisch verändert, als er von seiner Chefin für Vermessungsarbeiten in ein Hospiz geschickt wird.

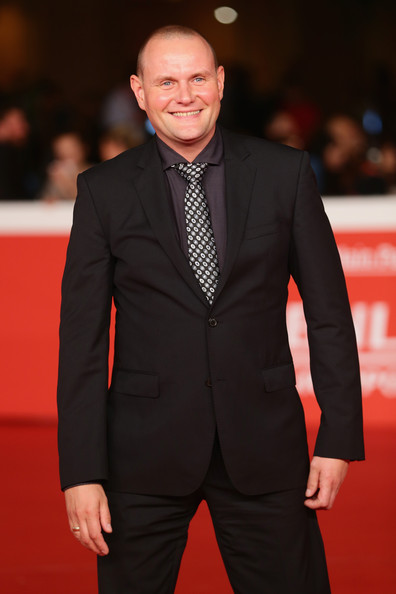
Devid Striesow bei der Uraufführung von Wir sind jung. Wir sind stark., 2014

Von Januar 2013 bis Januar 2019 spielte Striesow für den Saarländischen Rundfunk den Hauptkommissar Jens Stellbrink in der Krimireihe Tatort. Elisabeth Brück spielte seine Kollegin, die Kommissarin Lisa Marx.
In Andreas Kleinerts TV-Psychodrama Die Frau von früher (2013), das auf dem gleichnamigen Theaterstück von Roland Schimmelpfennig basiert, verkörperte er die Rolle des Frank, der seiner Jugendliebe Romy (Ursina Lardi) nach 24 Jahren – als er eigentlich gerade in Kanada ein neues Leben beginnen wollte – erstmals wieder begegnet. Im Mai 2014 war Striesow an der Seite von Anna Maria Mühe und Jeanette Hain im ARD-Fernsehfilm Göttliche Funken zu sehen. Er verkörperte Matthias, der seine große Liebe Diana heiratet und bei der Trauung seine Jugendliebe Lily, die inzwischen Pfarrerin ist, wiedersieht. In dem im Oktober 2014 auf den Internationalen Hofer Filmtagen gezeigten Spielfilm Wir sind jung. Wir sind stark. spielte er den sozialdemokratischen Lokalpolitiker Martin. 2015 war Striesow in der Rolle des Hape Kerkeling im Kinofilm Ich bin dann mal weg nach dem gleichnamigen Reisebericht Kerkelings zu sehen. In Florian Schwarz’ Filmdrama Das weiße Kaninchen (2016) über das Thema Cyber-Grooming stellte er den Lehrer und Familienvater Simon Keller dar, der pädophile Neigungen hat und als „Benny“ kleine Mädchen im Internet anschreibt. Im Fernsehfilm Katharina Luther (2017) übernahm er die Rolle des Mönchs und Reformators Martin Luther.
Seit 2018 spielt er an der Seite von Golo Euler in der ZDF-Samstagskrimireihe Schwartz & Schwartz den Privatdetektiv Andreas „Andi“ Schwartz, der gemeinsam mit seinem Bruder Mathias „Mads“ Schwartz, einem Kriminalbeamten, Mordfälle aufklärt.
Striesow arbeitet wiederholt mit Jan Georg Schütte zusammen, z. B. in der experimentellen deutschen Filmkomödie Wellness für Paare von 2016, in der improvisierten Miniserie Das Begräbnis von 2022 und in Das Fest der Liebe von 2023.
Striesow ist auch als Sprecher für Hörbücher tätig. Seit 2020 sind er als Sprecher und Stefan Weinzierl als Schlagzeuger in Günter Grass’ Blechtrommel als Lesung mit Schlagwerkmusik zu hören. Die Konzertlesung wurde im Juni 2021 als Hörbuch im Buchfunk Verlag Leipzig veröffentlicht.
Im Dezember 2024 war Striesow bei Stars in der Manege.

### Privates
Devid Striesow war in den 1990er Jahren mit der Schauspielerin Maria Simon liiert. Aus dieser Beziehung entstammt ein gemeinsamer Sohn, Ludwig Simon (* 1996), der mittlerweile ebenfalls als Schauspieler tätig ist. Drei weitere Kinder (* 2006, 2010 und 2012) stammen aus einer weiteren Ehe. 2015 trennte sich das Paar. 2016 wurde bekannt, dass Striesow und seine 19 Jahre jüngere Managerin Ines Ganzberger ein Paar sind. Seit Dezember 2018 sind sie verheiratet. Die beiden haben zwei gemeinsame Kinder, einen Sohn (* 2016) und eine Tochter (* 2022). Die Familie zog, wie Anfang 2024 öffentlich bekannt wurde, in Ermangelung passenden, bezahlbaren Wohnraums von Berlin nach Wien, Ganzbergers Heimatstadt, um.

## Audio
- „Verbissenheit ist der Tod der Kunst“, Deutschlandfunk Zwischentöne, Tanja Runow im Gespräch mit Devid Striesow, 72.57 Minuten Audio-Version

## Filmografie

### Kino
- 2000: Amerika
- 2000: Kalt ist der Abendhauch
- 2001: Mein langsames Leben
- 2001: Was tun, wenn’s brennt?
- 2002: Bungalow
- 2002: Mein erstes Wunder
- 2003: Lichter
- 2003: Sie haben Knut
- 2003: Morgen früh ist die Nacht rum
- 2004: Marseille
- 2004: Napola – Elite für den Führer
- 2004: Der Untergang
- 2005: Die Boxerin
- 2005: Falscher Bekenner
- 2006: Montag kommen die Fenster
- 2006: Der Rote Kakadu
- 2006: Valerie
- 2006: Eden
- 2007: Die Fälscher
- 2007: Yella
- 2007: Bis zum Ellenbogen
- 2007: Freischwimmer
- 2007: Das Herz ist ein dunkler Wald
- 2009: So glücklich war ich noch nie
- 2009: 12 Meter ohne Kopf
- 2009: Vision – Aus dem Leben der Hildegard von Bingen
- 2009: This Is Love
- 2009: Résiste – Aufstand der Praktikanten
- 2010: Henri 4
- 2010: Drei
- 2011: Ein mörderisches Geschäft
- 2012: Transpapa
- 2012: Fraktus
- 2013: Traumland
- 2013: Sputnik
- 2014: Zeit der Kannibalen
- 2014: Kafkas Der Bau
- 2014: Wir sind jung. Wir sind stark.
- 2015: Nichts passiert
- 2015: Ich bin dann mal weg
- 2016: Liebe möglicherweise
- 2017: Simpel
- 2017: Die Pfefferkörner und der Fluch des Schwarzen Königs
- 2017: Licht
- 2017: Der namenlose Tag
- 2017: Vorwärts immer!
- 2018: Die Wunderübung
- 2019: Ich war zuhause, aber…
- 2019: Alfons Zitterbacke – Das Chaos ist zurück
- 2021: Trübe Wolken
- 2021: Nahschuss
- 2022: Im Westen nichts Neues
- 2022: Roxy
- 2023: Wann wird es endlich wieder so, wie es nie war

### Fernsehen

#### Fernsehfilme
- 2001: Ende der Saison
- 2002: Hannas Baby
- 2003: Der Job seines Lebens
- 2004: Klassentreffen
- 2004: Der Job seines Lebens 2 – Wieder im Amt
- 2005: Das Geheimnis des roten Hauses
- 2006: Die Tote vom Deich
- 2006: Tod einer Freundin
- 2007: Ein verlockendes Angebot
- 2007: Copacabana
- 2007: 12 heißt: Ich liebe dich
- 2008: Der Tote in der Mauer
- 2009: Crashpoint – 90 Minuten bis zum Absturz
- 2009: Das Glück ist eine ernste Sache
- 2010: Gier (Zweiteiler)
- 2010: Verhältnisse
- 2010: Es war einer von uns
- 2011: Familiengeheimnisse – Liebe, Schuld und Tod
- 2011: Ein guter Sommer
- 2011: Blaubeerblau
- 2012: Riskante Patienten
- 2012: Auslandseinsatz
- 2012: Hänsel und Gretel
- 2013: Die Frau von früher
- 2014: Der Prediger
- 2014: Göttliche Funken
- 2014: Till Eulenspiegel (Zweiteiler)
- 2016: Das weiße Kaninchen
- 2016: Die vierte Gewalt
- 2016: Wellness für Paare
- 2017: Katharina Luther
- 2019: Unterm Birnbaum
- 2020: Das Unwort
- 2021: Für immer Eltern
- 2024: Bach – Ein Weihnachtswunder

#### Fernsehserien und -reihen
- 1999, 2000: Für alle Fälle Stefanie (verschiedene Rollen, 2 Folgen)
- 2000: Jenny Berlin – Tod am Meer
- 2005: Nachtschicht – Tod im Supermarkt (Fernsehreihe)
- 2005: Polizeiruf 110: Vergewaltigt (Fernsehreihe)
- 2005: Bloch: Der Freund meiner Tochter (Fernsehreihe)
- 2005–2018: Bella Block (Fernsehreihe)
  - 2005: … denn sie wissen nicht, was sie tun
  - 2005: Die Frau des Teppichlegers
  - 2006: Das Glück der Anderen
  - 2006: Blackout
  - 2006: Mord unterm Kreuz
  - 2007: Weiße Nächte
  - 2008: Reise nach China
  - 2008: Falsche Liebe
  - 2009: Das Schweigen der Kommissarin
  - 2009: Vorsehung
  - 2010: Das schwarze Zimmer
  - 2011: Stich ins Herz
  - 2012: Der Fahrgast und das Mädchen
  - 2013: Hundskinder
  - 2018: Am Abgrund
- 2005: Tatort: Im Alleingang (Fernsehreihe)
- 2006: Polizeiruf 110: Matrosenbraut
- 2008: KDD – Kriminaldauerdienst (8 Folgen)
- 2008: Dr. Psycho – Die Bösen, die Bullen, meine Frau und ich (Folge Der doppelte Psycho)
- 2009: Tatort: Neuland
- 2009: Polizeiruf 110: Falscher Vater
- 2011: Polizeiruf 110: Leiser Zorn
- 2011: Kommissarin Lucas – Gierig (Fernsehreihe)
- 2011: Der Kriminalist (Folge Der Beschützer)
- 2011: Der Alte (Folge Schleichendes Gift)
- 2011: Tatort: Das Dorf
- 2013–2019: Tatort (Stellbrink und Marx)
  - 2013: Melinda
  - 2013: Eine Handvoll Paradies
  - 2014: Adams Alptraum
  - 2014: Weihnachtsgeld
  - 2016: Totenstille
  - 2017: Söhne und Väter
  - 2018: Mord ex Machina
  - 2019: Der Pakt
- 2013: Bloch: Das Labyrinth
- 2013: Rosa Roth – Der Schuss (Fernsehreihe)
- 2013: Großstadtrevier (Folge Wer einmal zahlt, zahlt immer)
- 2014: Letzte Spur Berlin (Folge Obdachlos)
- 2014: Der Alte (Folge Straflos)
- 2014: Add a Friend (5 Folgen)
- 2015: Schuld nach Ferdinand von Schirach (Folge Der Andere)
- 2017: Zorn – Kalter Rauch (Fernsehreihe)
- 2018: Neo Magazin Royale: Dr. Böhmermanns Struwwelpeter
- seit 2018: Schwartz & Schwartz (Fernsehreihe)
  - 2018: Mein erster Mord
  - 2019: Der Tod im Haus
  - 2020: Wo der Tod wohnt
- 2019: 8 Tage (8 Folgen)
- 2019: Sarah Kohr – Das verschwundene Mädchen (Fernsehreihe)
- 2019–2020: Dignity (7 Folgen)
- 2021: Westwall
- 2022: Das Begräbnis
- 2023: Doppelhaushälfte (1 Folge)
- 2023: Nackt über Berlin (4 Folgen)
- 2023: Das Fest der Liebe
- 2024: Where’s Wanda? (Fernsehserie)

### Musikvideos
- 2013: Xavier Naidoo – Der letzte Blick

## Hörbücher
- Claudia Rusch: Zapotek und die strafende Hand. Argon Verlag, Berlin 2013, ISBN 978-3-8398-1235-8[16]
- Melanie Raabe: Die Falle. Der Hörverlag, 2015, ISBN 978-3-8445-1813-9[17]
- Philipp Schwenke: Das Flimmern der Wahrheit über der Wüste. Roof Music, 2018, ISBN 978-3-86484-509-3[18]
- Jocelyne Saucier: Niemals ohne sie, Übers. Sonja Finck. Random House Audio, 2019 (Ungekürzt)
- Tankred Lerch: Warum, Silke, warum? - Geschichten vom alltäglichen Wahnsinn. BookBeat, 2020 (Ungekürzte Lesung)
- Kristof Magnusson: Ein Mann der Kunst. Verlag Antje Kunstmann, 2020, ISBN 978-3-95614-409-7
- Günter Grass: Die Blechtrommel – Hörbuch zur Konzertlesung. Buchfunk Verlag, 2021, ISBN 978-3-86847-598-2
- Fridolin Schley: Die Verteidigung. Random House Audio, 2021, ISBN 978-3-8371-5166-4

## Hörspiele (Auswahl)
- 2012: Eugen Ruge: In Zeiten des abnehmenden Lichts, Regie: Leonhard Koppelmann, Produktion: SWR
- 2012: Jens Sparschuh: Unter uns, Regie: Wolfgang Rindfleisch, Produktion: MDR
- 2012: Laila Stieler: Die Lehrerin, Regie: Judith Lorentz, Produktion: RBB
- 2013: Gunnar Gunnarsson: Schwarze Vögel, Regie: Judith Lorentz, Produktion: DLF
- 2016: Franz Kafka: Das Schloss (Hörspiel in 12 Teilen), Regie: Klaus Buhlert, Produktion: BR
- 2019: Stuart Kummer und Edgar Linscheid: Caiman Club (Lobbyismus-Serie, Staffel 2), Regie: Stuart Kummer, Produktion: WDR[19]
- 2019: Stuart Kummer und Edgar Linscheid: Hotel 4 XMas, Regie: Stuart Kummer, Produktion: WDR[20]
- 2023: Castle Freeman: Der Klügere lädt nach, Regie: Irene Schuck, Produktion: SWR
- 2023: Castle Freeman: Herren der Lage, Regie: Silke Hildebrandt, Produktion: SWR
- 2024: Laila Stieler: In Liebe, Eure Hilde, Regie: Judith Lorentz, Produktion: RBB

## Auszeichnungen
- 2001: Sonderpreis für darstellende Kunst der Landeshauptstadt Düsseldorf
- 2003: Preis der deutschen Filmkritik als Bester Darsteller für Lichter und Bungalow
- 2003: Nominierung für den Deutschen Filmpreis in der Kategorie Bester Nebendarsteller für Lichter
- 2004: Nachwuchsschauspieler des Jahres der Theaterzeitschrift Theater heute
- 2004: Alfred-Kerr-Darstellerpreis beim 41. Theatertreffen Berlin (für den Wlas in Gorkis „Sommergäste“)[21]
- 2007: Deutscher Filmpreis in der Kategorie Beste darstellerische Leistung – männliche Nebenrolle für Die Fälscher
- 2008: Preis für Schauspielkunst beim Festival des deutschen Films gemeinsam mit Nina Hoss
- 2010: Nominierung für den Deutschen Filmpreis in der Kategorie Beste darstellerische Leistung: männliche Hauptrolle für So glücklich war ich noch nie
- 2010: Preis der deutschen Filmkritik als Bester Darsteller für Drei
- 2011: Hessischer Fernsehpreis – Sonderpreis der Jury zusammen mit Andreas Schmidt und Jördis Triebel für ihre Ensembleleistung in Ein guter Sommer
- 2012: Grimme-Preis für Ein guter Sommer
- 2012: Preis für die beste darstellerische Leistung beim Filmkunstfest Mecklenburg-Vorpommern für Transpapa (zusammen mit Louise Sappelt)
- 2014: Günter Rohrbach Filmpreis Darstellerpreis für Zeit der Kannibalen gemeinsam mit Katharina Schüttler und Sebastian Blomberg
- 2015: Deutscher Schauspielerpreis 2015 als Bester Schauspieler in der Kategorie Hauptrolle für Wir sind jung. Wir sind stark.
- 2016: Bambi in der Kategorie Schauspieler National
- 2017: Bayerischer Fernsehpreis, Bester Schauspieler in den Kategorien Fernsehfilme / Serien und Reihen für seine Rollen in Das weiße Kaninchen (ARD) und Katharina Luther (ARD)
- 2017: Robert-Geisendörfer-Preis (Darsteller, Hörfunk: Die meisten Afrikaner können nicht schwimmen)